# Ad Snijders
Ad Snijders (Eindhoven, 12 mei 1929 - aldaar, 25 februari 2010) was een Nederlands kunstschilder, tekenaar, collagist en beeldhouwer. Zijn werk werd getoond in onder meer het Stedelijk Museum Amsterdam, Fodor en het Van Abbemuseum.

## Biografie
Snijders tekende al geregeld toen hij nog maar twaalf jaar oud was. Hij ging een paar maanden naar de Middelbare Kunstnijverheidsschool in zijn geboorteplaats, maar verliet die daarna om te gaan werken als kunstenaar. Wel studeerde hij in 1961 en 1962 nog aan de Académie de la Grande Chaumière in Parijs. Hiertoe was hij in staat gesteld door een prijs die hij van de Franse regering had ontvangen. De rest van het vak leerde hij zich vooral zelf. Zijn stijlen varieerden tussen expressionisme, figuratieve kunst en abstracte kunst.
Op zijn twintigste hield hij onder belangstelling van de pers zijn eerste tentoonstelling. Tot 1965 hield hij zich vooral bezig met schilderen. In 1963 organiseerde hij samen met Johan Lennarts en JCJ Vanderheyden de tentoonstelling Schijt aan Schilderkunst. Deze werd gehouden in de Eindhovense galerie Pijnenborg en was gericht tegen kunst die vragen oproept in plaats van antwoorden geeft. Van 1966 tot 1972 was hij een van de organisatoren van J66 die een platform bood aan jazzmusici en beeldende kunstenaars. Tot 1977 kende hij een periode waarin hij vooral tekende.
Daarna vervaardigde hij tot 1988 acryl-- en olieverfschilderijen, gouaches en aquarellen. Ondertussen opende hij in 1984 een eigen galerie met de naam Thornfield, waar hij zes maal per jaar een expositie hield. Onder zijn atelier bood hij aan jonge kunstenaars een plek om hun kunst te tonen.
Tussendoor hield hij zich sinds 1965 ook bezig met collages en assemblages en sinds 1974 met gemengde technieken.
Snijders was lid van de Beroepsvereniging van Beeldende Kunstenaars (BBK). Zijn werk is te vinden in de collecties van musea en particulieren. Bij elkaar exposeerde hij drie maal in de Krabbedans en vijf maal in het Van Abbemuseum, waaronder in 1970. Toen presenteerde hij samen met Lennarts en Lukas Smits Tot lering en vermaak. De expositie werd uitgevoerd in de stijl van een huiskamer en had als centrale vraagstelling of een museum nog zin heeft. Daarnaast was zijn werk onder meer te zien in het Stedelijk Museum Amsterdam, het Museum Fodor en het Museum Jan Cunen in Oss.
- Biografisch Portaal: 08944888
- Gemeinsame Normdatei: 174321147
- International Standard Name Identifier: 0000 0000 4412 9202
- Library of Congress Control Number: no2005057596
- Nederlandse Thesaurus van Auteursnamen: 073356603
- RKD-Nederlands Instituut voor Kunstgeschiedenis: 73677
- SNAC: w6nv9n7r
- Union List of Artist Names: 500092956
- Virtual International Authority File: 51422029
- WorldCat: E39PBJtRGp34qW73KCvbV3DjG3